# THAICOM-4
THAICOM-4 (również: IPSTAR-1) – tajlandzki geostacjonarny satelita telekomunikacyjny, pracujący na pozycji orbitalnej 119,5°E. W momencie wyniesienia był najcięższym komercyjnym geostacjonarnym satelitą telekomunikacyjnym i pierwszym satelitą obsługującym dwukierunkowe połączenia internetowe o dużej przepustowości. Statek świadczy usługi satelitarnego dwukierunkowego dostępu do internetu, rozprowadzane przez tajlandzką spółkę IPSTAR, spółkę-córkę THAICOM. Planowany czas pracy satelity wynosi 12 lat.
W maju 2011 Thaicom ogłosił zawarcie umowy z operatorem Measat na wynajem przepustowości satelity THAICOM-4. Po nieujawnionej cenie Measat na 10 lat wynajął 7 wiązek punktowych o łącznej przepustowości 3,3 Gbps (ok. 7% całkowitej przepustowości satelity, tj. 45 Gbps). Measat sprzedaje je na rynku malezyjskim pod nazwą Measat 5.
Statek pozostaje własnością rządową - przekazany ministerstwu informatyzacji i łączności 21 października 2005.

## Budowa i działanie
Satelita został zbudowany przez Space Systems/Loral w oparciu o platformę LS-1300. Wartość satelity szacowana była na 400 mln. dolarów amerykańskich. Zasilany z dwóch paneli ogniw słonecznych, generujących do 14 kW energii elektrycznej (przy końcu misji).
W paśmie Ku świadczy usługi za pomocą 92 dwukierunkowych wiązek punktowych (w tym 8 wzmocnionych), 3 dwukierunkowych wiązek formowalnych (Chiny, Mongolia; Indonezja, Malezja i Papua-Nowa Gwinea; Australia) i 7 wiązek dystrybuujących (jednokierunkowych). Posiada też 10 transponderów pasma Ka. 

## Start
Start satelity planowany był początkowo na 11 lipca. Jednak z powodu usterki w infrastrukturze naziemnej wykrytej na początku lipca, start został opóźniony.